# سالواتوره فوتی
سالواتوره فوتی (انگلیسی: Salvatore Foti؛ زادهٔ ۸ اوت ۱۹۸۸) بازیکن فوتبال اهل ایتالیا است.
از باشگاه‌هایی که در آن بازی کرده‌است می‌توان به باشگاه فوتبال آسکولی، باشگاه فوتبال لچه، باشگاه فوتبال مسینا، باشگاه فوتبال پیاچنزا، باشگاه فوتبال برشا، باشگاه فوتبال ونتزیا، باشگاه فوتبال اودینزه، باشگاه فوتبال سمپدوریا، باشگاه فوتبال امپولی، باشگاه فوتبال کیاسو، و باشگاه فوتبال ویچنزا اشاره کرد.
وی همچنین در تیم‌های ملی فوتبال زیر ۱۵ سال ایتالیا، زیر ۱۶ سال ایتالیا، زیر ۱۷ سال ایتالیا، و زیر ۲۰ سال ایتالیا بازی کرده‌است.